# Мешково (Судоверфское сельское поселение)
В Рыбинском районе есть ещё одна деревня с таким названием, в Покровском сельском поселении.
Мешково — деревня в Макаровской сельской администрации Судоверфского сельского поселения Рыбинского района Ярославской области .
Деревня расположена в южной части полуострова Рыбинского водохранилища, ограниченного с востока руслом Волги, а севера и запада долиной реки Юга, затопленной при заполнении водохранилища. Деревня стоит к западу от дороги, проходящей от Перебор на север к двум оконечным мысам этого полуострова, где расположены центр поселения посёлок Судоверфь и деревня Свингино. К востоку от Мешково, за указанной дорогой деревня Болтинское, к северу  расположены слившиеся воедино деревни Новый Посёлок и Залужье, а к северо-западу Малому Дор. На запад от деревни — лесной массив, за которым берег залива Рыбинского водохранилища . 
Деревня Мешкова указана на плане Генерального межевания Рыбинского уезда 1792 года.
На 1 января 2007 года в деревне числилось 9 постоянных жителей . Почтовое отделение, расположенное в посёлке Судоверфь, обслуживает в деревне 18 домов. Улицы не именуются .